# Obnažení zubních krčků

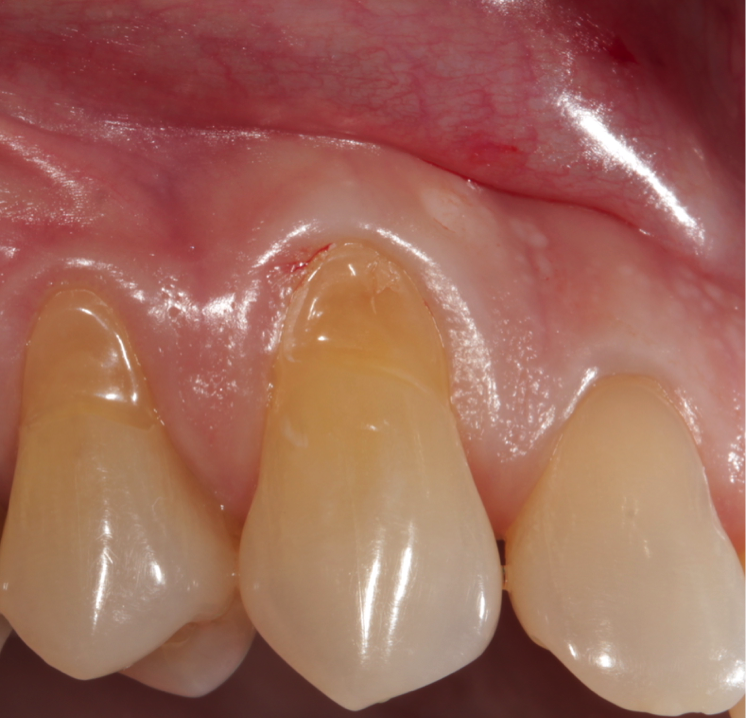

Obnažení zubních krčků je nejčastější příčinou zvýšené citlivosti zubů na podněty, jako jsou například teplo a chlad. Obnažení zubních krčků znamená, že ustupující dáseň poodkryje zub v oblasti zubních krčků, a proto zevní podněty jsou přenášeny přímo k nervovým zakončením uvnitř zubu, které reagují na podráždění, jakým je dotyk studených, teplých, sladkých nebo kyselých nápojů a potravin, což vyvolává bolest. Zuby mohou být navíc v některých případech citlivé i na dotyk vláken zubního kartáčku.

## Zubní pasty pro citlivé zuby
Látky v nich obsažené napomáhají k uzavření kanálků na obnaženém povrchu zubu, kterými vedou impulsy k nervu nebo látky přímo snižují nervovou dráždivost.